# Groton, Massachusetts

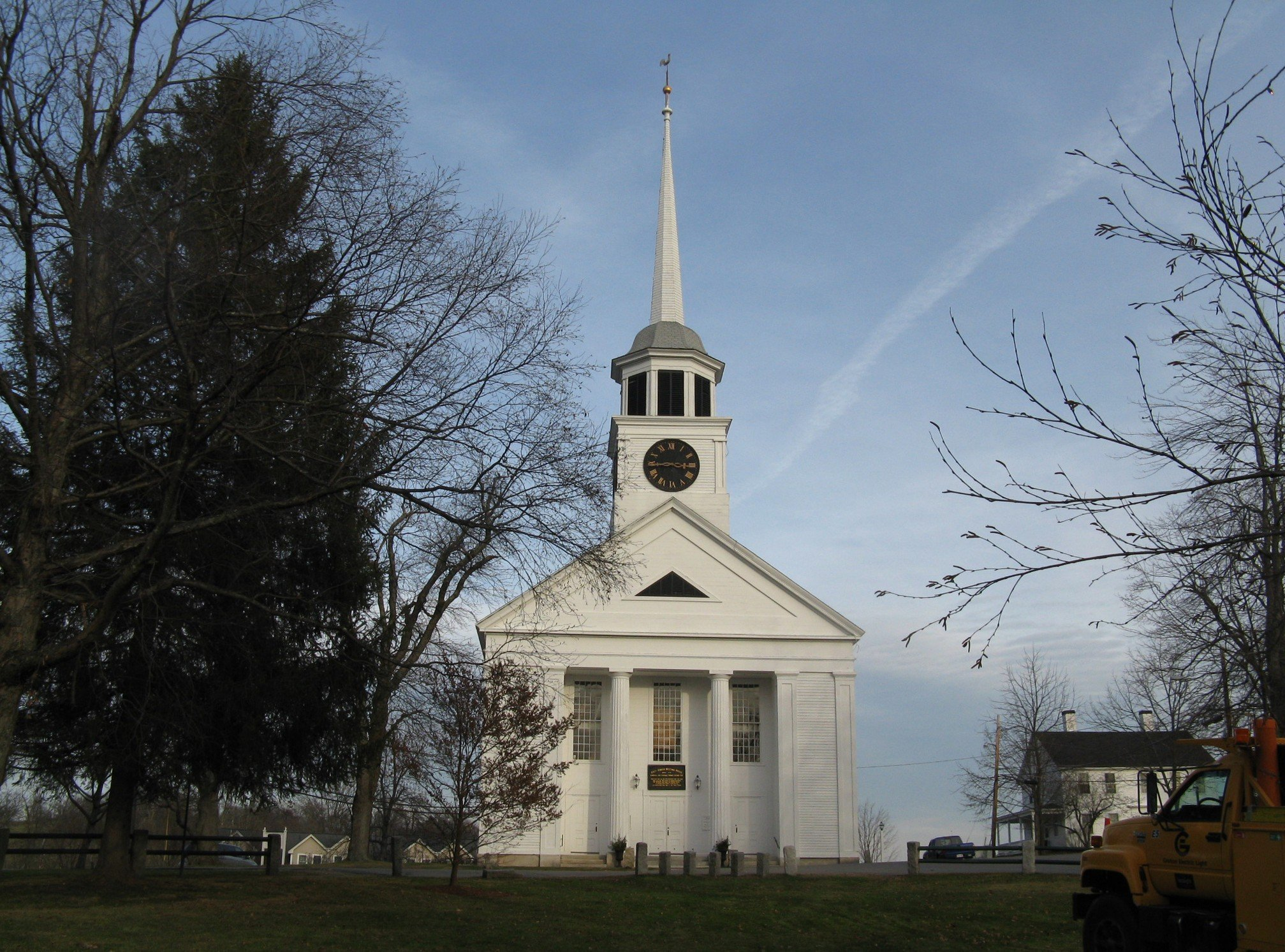

Groton, Massachusetts este un oraș din comitatul Middlesex, din Massachusetts.
1. ↑  Gazetteer, accesat în 22 aprilie 2023
2. ↑  Open ISNI for Organizations, accesat în 22 aprilie 2023